# John Paulet, 5. markýz z Winchesteru
John Paulet, 5. markýz z Winchesteru (asi 1598 – 5. března 1675) byl anglický šlechtic.

## Život
Narodil se asi roku 1598 jako syn Williama Pauleta, 4. markýze z Winchesteru a Lucy Cecil.
Studoval na Exeter College, ale kvůli své římskokatolické víře nemohl školu dokončit. Stal se přítelem královny Henrietty Marie Bourbonské.
Po vypuknutí anglické občanské války opevnil Basing House a bojoval za krále Karla I. Jeho rodinné sídlo bylo napadeno a vyrabováno Oliverem Cromwellem. Markýz byl zatčen a na základně obvinění z velezrady uvězněn v Toweru. Jeho majetek byl zabaven a jeho manželce bylo přiděleno vyplácení peněz na živobytí pod podmínkou, že její děti budou vychovávány v protestantské víře. Dne 30. října bylo vydáno nařízení o prodeji pozemků jeho rodu. Později bylo obvinění z velezrady staženo a 15. března 1660 zastaveno řízení o předání pozemků k prodeji.
Jeho první manželkou se stala Jane Savage, dcera Thomase Savage, 1. vikomta Savage. Spolu měli jednoho syna:
- Charles Paulet, 1. vévoda z Boltonu († 1699)

Jane zemřela roku 1631 při porodu.
Jeho druhou manželkou byla Honora de Burgh, dcera Richarda Burkeho, 4. hraběte z Clanricarde. Ze vztahu vzešla dcera:
- Anne, provdaná za Johna Belasyse, 1. barona Belasyse

Třetí manželkou byla Isabel Howard, dcera Williama Howarda, 1. vikomta Stafford.
Zemřel 5. března 1674. Pohřben byl v Englefieldu.